# Bureau of American Ethnology

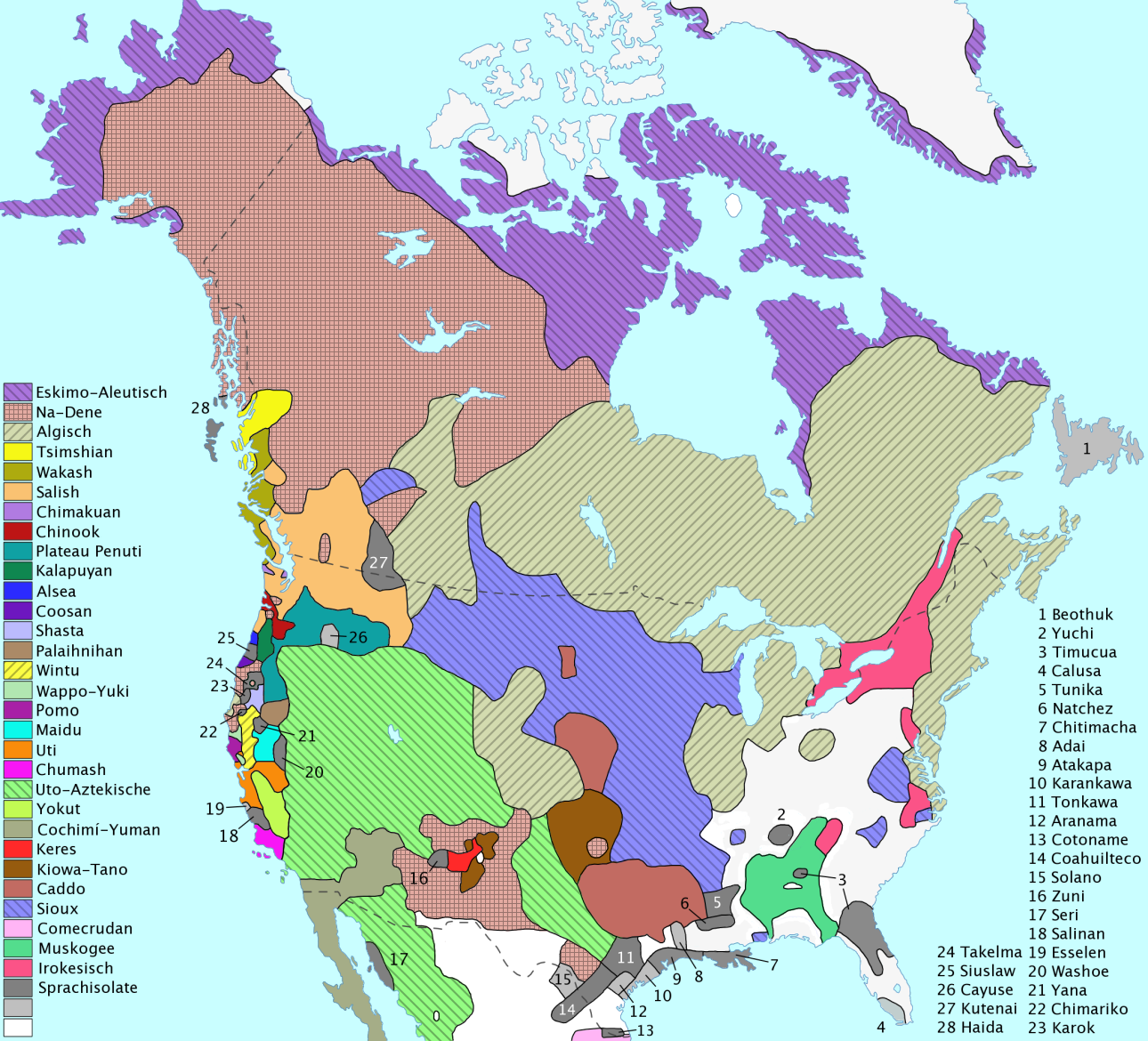
Verbreitung der Indianer Nordamerikas nach Sprachfamilien und isolierten Einzelsprachen beim ersten Kontakt mit Einwanderern aus Europa

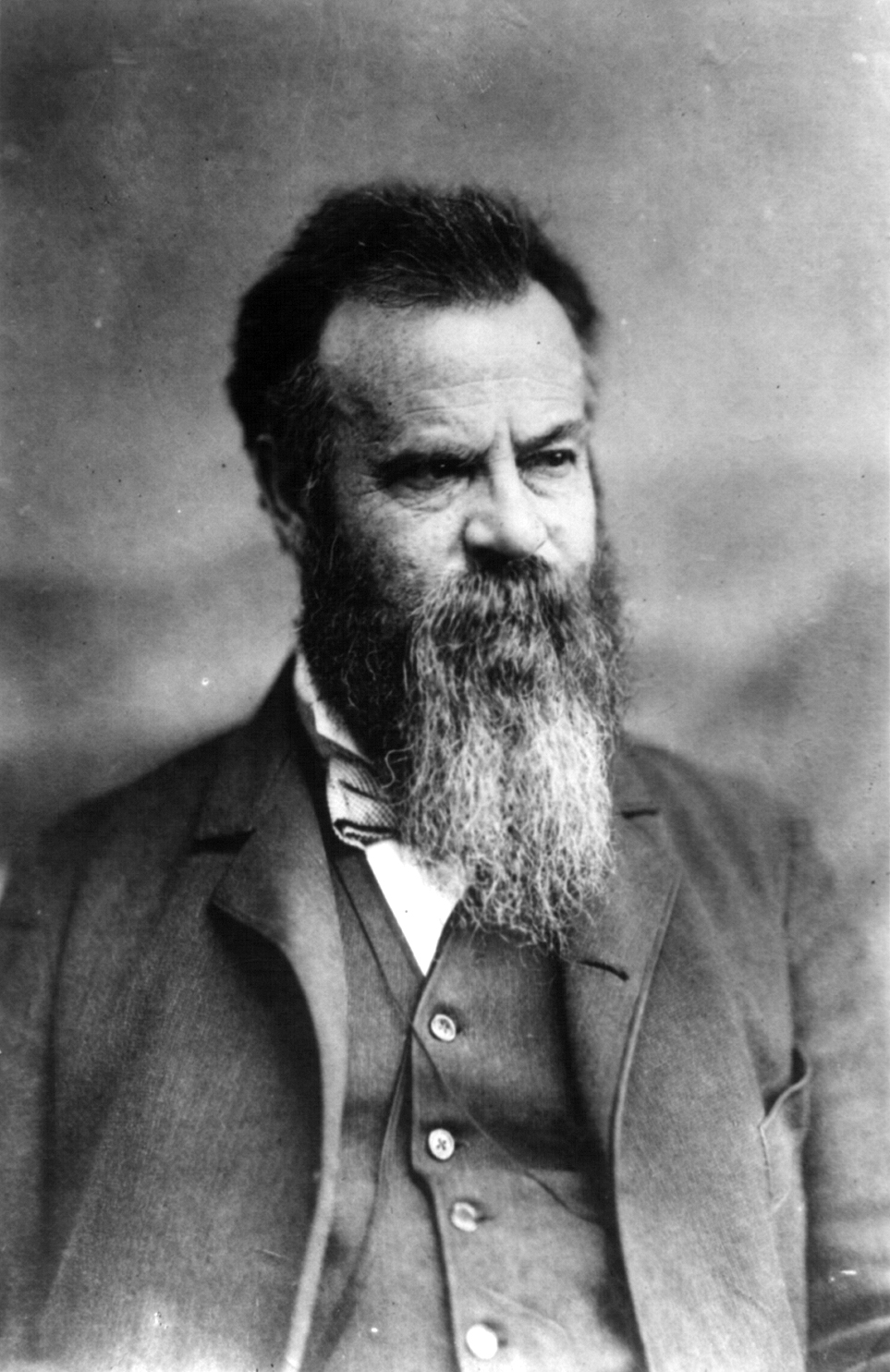
John Wesley Powell (1834–1902), der erste Direktor des Bureau of American Ethnology (BAE)

Das Bureau of American Ethnology (Abk. BAE; deutsch Bureau für amerikanische Ethnologie u. a.) wurde im Jahr 1879 in der US-amerikanischen Hauptstadt Washington, D.C. vom US-Kongress gegründet und ist der Smithsonian Institution angegliedert.

## Kurzeinführung
Die Institution des BAE beschäftigt sich mit der indianischen Urbevölkerung und ihrer Kultur, um damit in Zusammenhang stehende Daten, Aufzeichnungen und Materialien des Ministeriums für Innere Angelegenheiten der Vereinigten Staaten an die US-Smithsonian Institution in Washington, D.C. zu übertragen, wo sich bis heute der Sitz befindet.
Das BAE spielte eine Schlüsselrolle bei der Entwicklung der amerikanischen Anthropologie und hat sich „namentlich um die Erhaltung der Reste der Indianerkultur verdient gemacht“. Sein erster Direktor war der amerikanische Geologe John Wesley Powell, der vom Präsidium aus die Organisation der anthropologischen Forschung in Amerika übernahm.
Unter der Leitung von John Wesley Powell betrieb das BAE von Anfang an nicht nur umfangreiche ethnographische und archäologische Forschungen, sondern organisierte auch Ausstellungen und sammelte anthropologische Proben für das Nationalmuseum der Vereinigten Staaten. Darüber hinaus wurde das BAE der offizielle Aufbewahrungsort von Dokumenten im Zusammenhang mit den geologischen Expeditionen der USA in die Indianer-Gebiete, insbesondere dem Geographical and Geological Survey of the Rocky Mountain Region und dem Geological Survey of the Territories.
Es legte im Archiv eine große Bibliothek an und trug Fotos zusammen (einschließlich der von Edward S. Curtis).
Im Jahr 1965 fusionierte das Amt mit dem Institute of Ethnology (Institut für Ethnologie) der Smithsonian Institution, um im Rahmen des US-amerikanischen National Museums das Smithsonian Anthropologie Management (Smithsonian Office of Anthropology) zu bilden (heute das National Museum of Natural History (Washington)). Im Jahr 1968 wurden die Archive im Nationalen Anthropologischen Archiv neu organisiert.

## Mitarbeiter
Zu den Mitarbeiter des BAE zählten viele prominente Archäologen und Anthropologen, darunter Frank Hamilton Cushing (1847–1900), Jesse Walter Fewkes (1850–1930), Alice Cunningham Fletcher (1838–1923), John Peabody Harrington (1884–1961), William C. Sturtevant (1926–2007), und es gewährte Zuschüsse für Forschungen von Franz Boas (1858–1942), Frances Densmore, Garrick Mallery (1831–1894), Washington Matthews, Paul Radin, Cyrus Thomas und T. T. Waterman.

## Verschiedenes
Vom BAE wurde z. B. der Beweis erbracht, dass die Erbauer zahlreicher Hügel in den Vereinigten Staaten ausschließlich Indianer waren, und diese nicht von anderen Nationen stammten (wie den Wikingern, dem Volk des Buches Mormon usw., wie viele in der Mitte des 19. Jahrhunderts glaubten). Zum letztgenannten Streitpunkt entstand ein umfangreiches Werk zur Überprüfung dieser Hügel, das im Jahr 1894 von Cyrus Thomas veröffentlicht wurde.

## Publikationen
Die Institution veröffentlichte die Publikationsreihen Annual Report  (ein Jahresbericht an den Sekretär der Smithsonian Institution) und die Bulletins (darin die Anthropological Papers – mit einer zusätzlichen Nummerierung) und eine Reihe wichtiger Nachschlagewerke: die Handbücher über amerikanische Ureinwohner nördlich von Mexiko, amerikanische Ureinwohnersprachen, Altertümer der amerikanischen Ureinwohner, südamerikanische Ureinwohner und die Ureinwohner Kaliforniens.
Übersicht (Auswahl)
Übersicht zu den Publikationen des BAE (mit Digitalisaten)
- Annual Reports
- Bulletins (darin die Anthropological Papers und verschiedene Handbücher)

Die veröffentlichten Handbücher sind:
- Frederick Webb Hodge: Handbook of American Indians north of Mexico (2 Bde., 1907–11)
- Franz Boas (Hrsg.): Handbook of American Indian Languages  (2 Bde., 1911–22) (mit Beiträgen (teils mehrfach) von P. E. Goddard, J. R. Swanton, Franz Boas, Roland B. Dixon, William Jones, William Thalbitzer, Edward Sapir, Leo. J. Frachtenberg, Waldemar Bogoras u. a. über die Sprachen (der) Athapascan (Hupa), Tlingit, Haida, Tsimshian, Kwakiutl, Chinook, Maidu, Algonquian (Fox), Siouan (Dakota), Eskimo, Takelma, Coos, Siuslawan, Chukchee)
- William Henry Holmes: Handbook of aboriginal American antiquities (1919)
- Julian H. Stewart: Handbook of South American Indians (6 Bde. plus Index, 1946–1950 u. 1959)
- Alfred L. Kroeber: Handbook of the Indians of California. 1929